# Triphysaria versicolor
Triphysaria versicolor är en snyltrotsväxtart som beskrevs av Fisch. och Carl Anton von Meyer. Triphysaria versicolor ingår i släktet Triphysaria och familjen snyltrotsväxter.

## Underarter
Arten delas in i följande underarter:
- T. v. faucibarbata
- T. v. versicolor